# Palaeonympha obscura
Palaeonympha obscura är en fjärilsart som beskrevs av Clayton Dissinger Mell 1942. Palaeonympha obscura ingår i släktet Palaeonympha och familjen praktfjärilar. Inga underarter finns listade i Catalogue of Life.